# 브루스케타

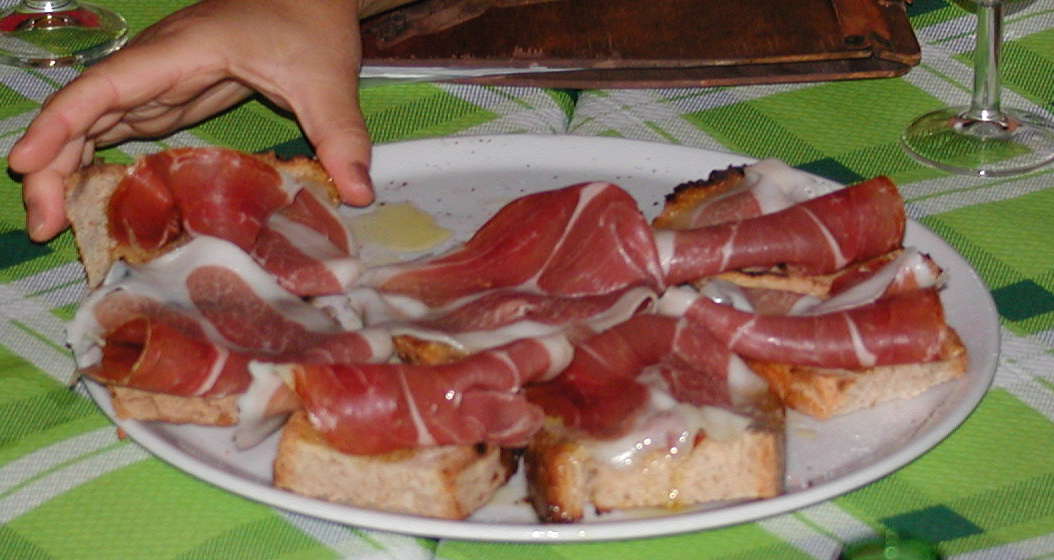
올리브유와 프로슈토를 곁들인 브루스케타

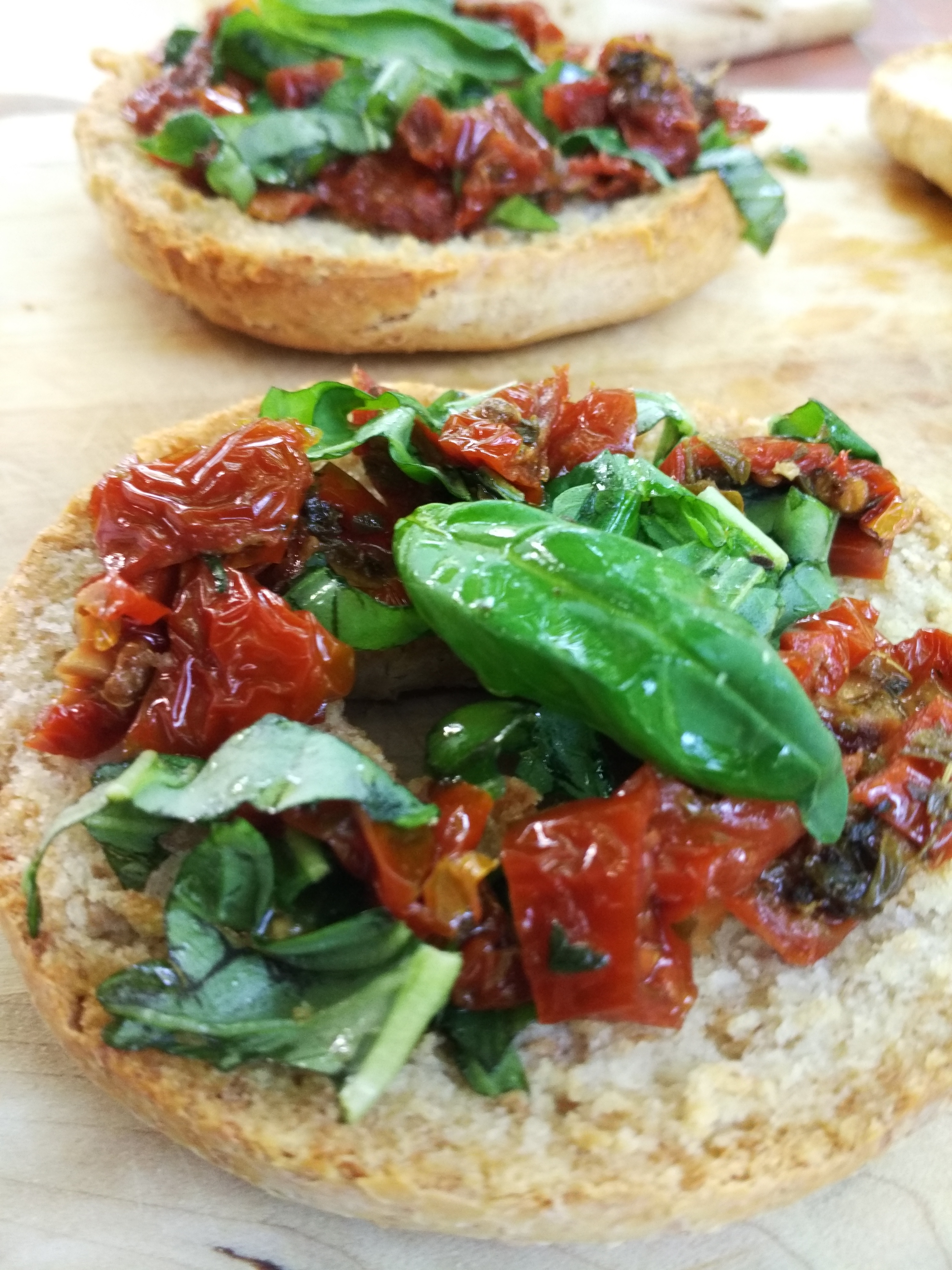
토마토 브루스케타

브루스케타 (이탈리아어:bruschetta)는 이탈리아 요리의 안티파스토 일종으로 마늘을 바른 빵을 구워서 위에 올리브유, 마늘, 소금, 후추, 자두 등을 첨가하거나 간하여 먹는 요리이다. 어원은 토스카나주의 방언 bruscare에서 온 것으로 추정되는데 이는 굽다(toast)의 뜻이며 라틴어가 변형된 것으로 추정된다.
위에 토마토, 콩, 고기나 치즈를 저며서 올리기도 하는데 가장 흔한 방법은 바질, 토마토, 양파, 모차렐라를 가지고 요리하는 것이다. 토마토는 반으로 잘라 준비하고 바질이나 허브를 잘게 잘라서 다진 마늘, 올리브유와 함께 프라이팬에 볶거나 섞는다. 빵은 위에 버터 따위를 발라서 굽고 미리 준비한 재료를 올려 먹는데 보통 사용하는 빵은 바게트 빵을 사용한다. 크로스티노나 치아바타를 사용한 파니니와 흡사하다.
조리법이 간단하기 때문에 보통 스낵이나 후식으로 먹기도 한다. 일부 국가에서는 토마토를 잘게 잘라서 올리브유와 허브를 섞어 팔기도 한다.

## 같이 보기
- 이탈리아 요리의 식사 구성
- 마늘빵
- 크로스티노